# ベイト・ハ・ゲフェン

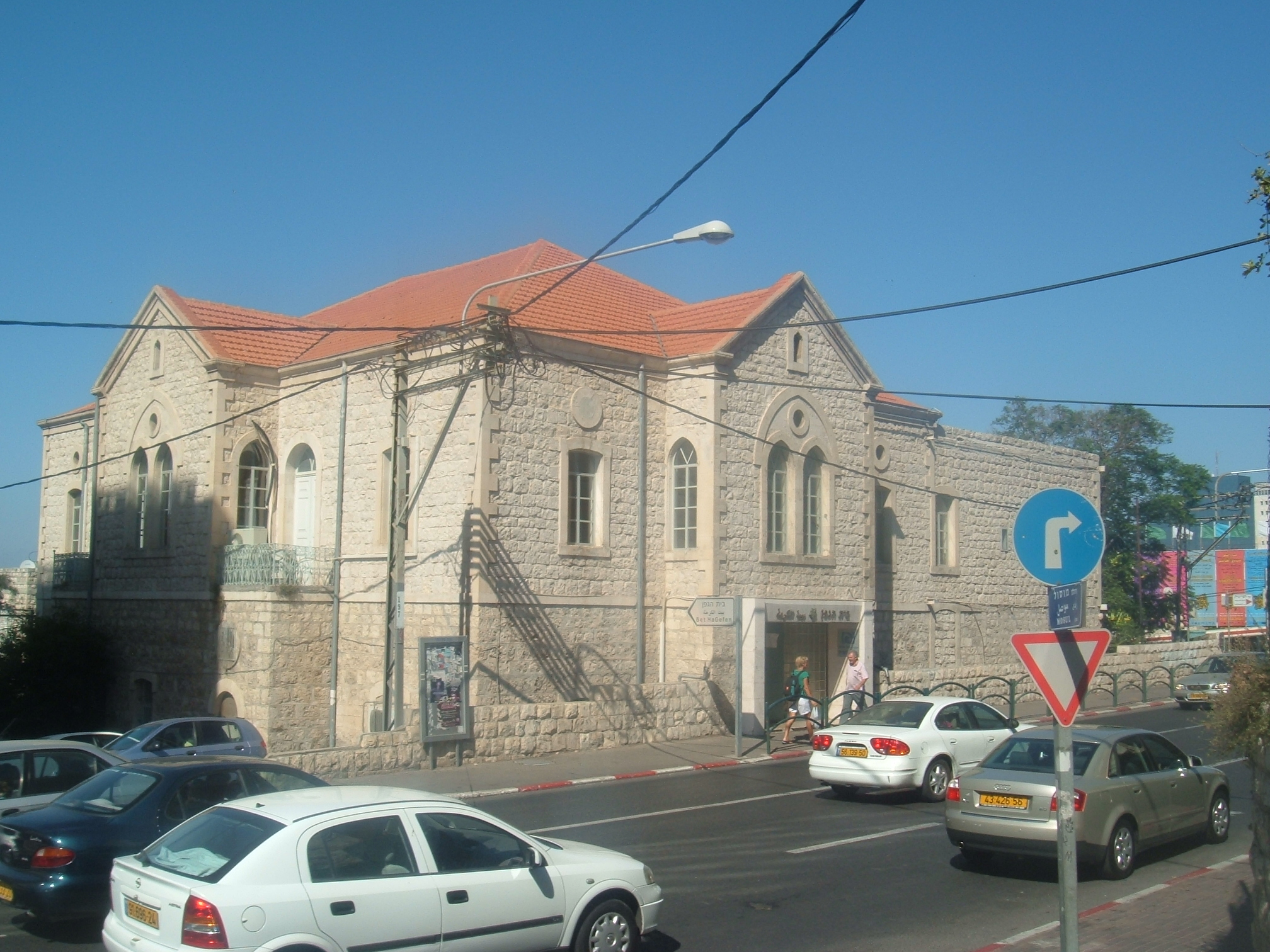
ベイト・ハ・ゲフェン

ベイト・ハ・ゲフェン（ヘブライ語: בית הגפן、アラビア語: بيت الكرمة、英語: Beit ha-Gefen）とは、ハイファのワディ・ニスナス地区に設置されたアラブ・ユダヤ文化センターである。

## 概要
ベイト・ハ・ゲフェンの建物は19世紀後半に建設されたものであり、ホテルなどとして利用されていた。そして、アバ・フシという当時のハイファ市長は、ハイファにおけるアラブ・ユダヤ両民族、ならびにユダヤ教、キリスト教、イスラームという3つの宗教のあいだの共存や寛容な文化を構築するために、1963年にその建物を「ベイト・ハ・ゲフェン」という名称でアラブ・ユダヤ文化センターとして用いはじめた。ベイト・ハ・ゲフェンは、ヤアコヴ・マルキン教授によって設立された。また、ベイト・ハ・ゲフェンには、「アル＝カルマ劇場(תיאטרון אל-כארמה, مسرح الكرمة)」という劇場が付設されている。なお、同団体の名称に関して、ヘブライ語では「ベイト・ハ・ゲフェン」と読むがアラビア語では「バイト・アル＝カルマ」と読み、その意味は両言語ともに「ぶどうの家」という意味である。